# Giuseppe Castiglione (malarz)
Giuseppe Castiglione SJ (ur. 19 lipca 1688 – zm. 17 lipca 1766) – włoski jezuita i misjonarz, malarz i architekt tworzący na dworze chińskiego cesarza Qianlonga.

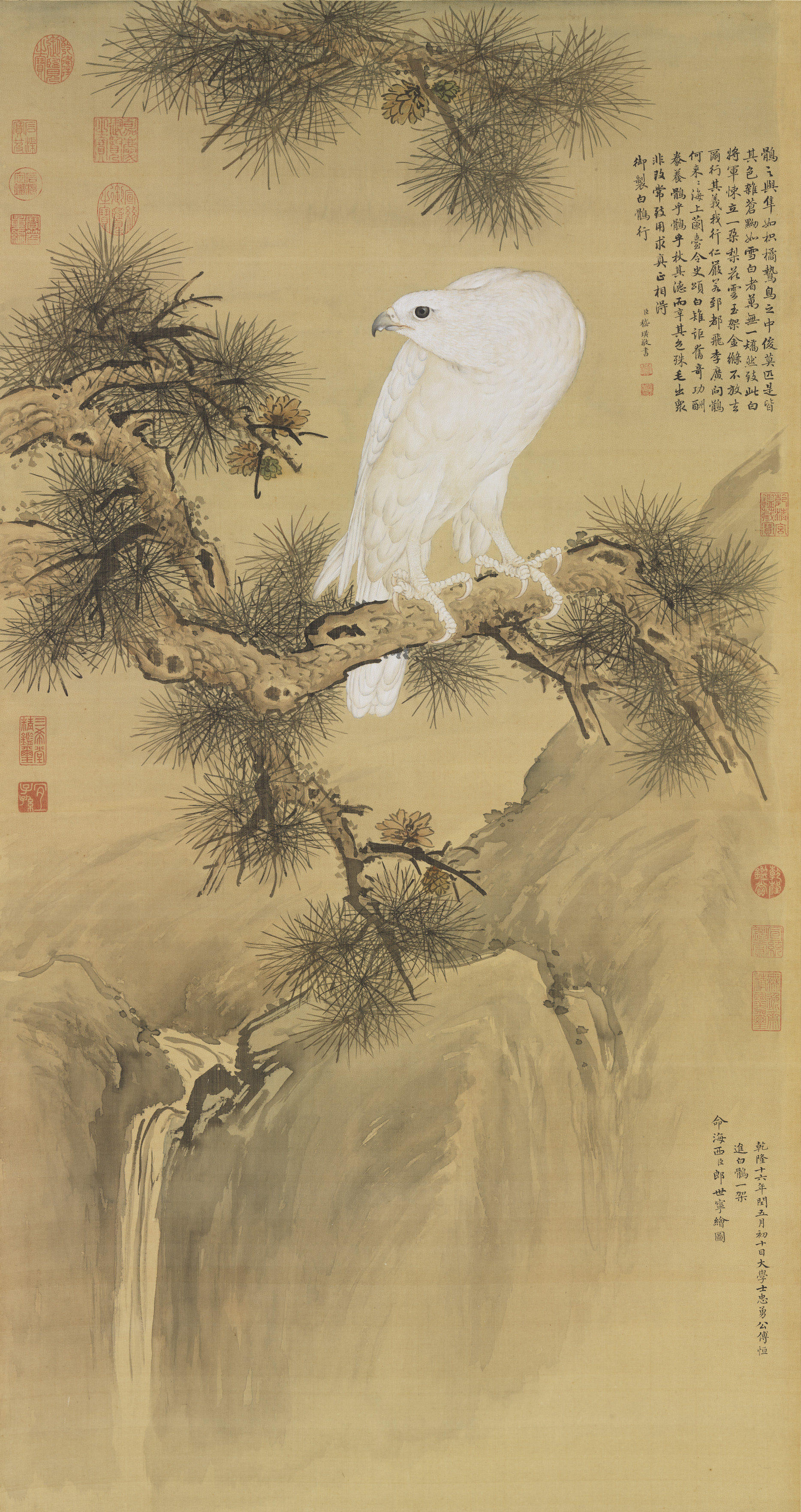
Giuseppe Castiglione Biały sokół. Narodowe Muzeum Pałacowe w Tajpej

Urodził się w Mediolanie, gdzie studiował malarstwo włoskie i francuskie pod kierunkiem Andrea del Pozzo. W 1709 wstąpił do zakonu jezuitów, po czym odbył jeszcze czteroletnie studia z architektury w Lizbonie.
W 1715 wraz ze współbratem lekarzem Giovannim da Costą wyruszył z misją do Chin. Po krótkim pobycie w Kantonie obaj misjonarze na polecenie cesarza Kangxi zostali sprowadzeni do Pekinu. Zgodnie z cesarskim rozkazem Castiglione zapoznał się tam ze sztuką chińskiego malarstwa. Catiglione został pierwszym malarzem, który połączył techniki malarskie chińskie i europejskie. Z wczesnego okresu jego pobytu w Chinach pochodzi obraz Sto koni na pastwisku, znajdujący się obecnie w Narodowym Muzeum Pałacowym w Tajpej.
Do najbardziej cenionych prac Castiglione należy namalowana wraz z malarzami chińskimi w latach 1754–1759 seria obrazów przedstawiających działania wojenne cesarza Qianlonga przeciwko Dżungarom i Hui.
Giuseppe Castiglione był także współtwórcą projektów architektonicznych kilku budynków pałacu Yuanmingyuan.